# Melanagromyza montana
Melanagromyza montana är en tvåvingeart som beskrevs av Spencer 1965. Melanagromyza montana ingår i släktet Melanagromyza och familjen minerarflugor. Inga underarter finns listade i Catalogue of Life.